# Explosionen i Braamfontein

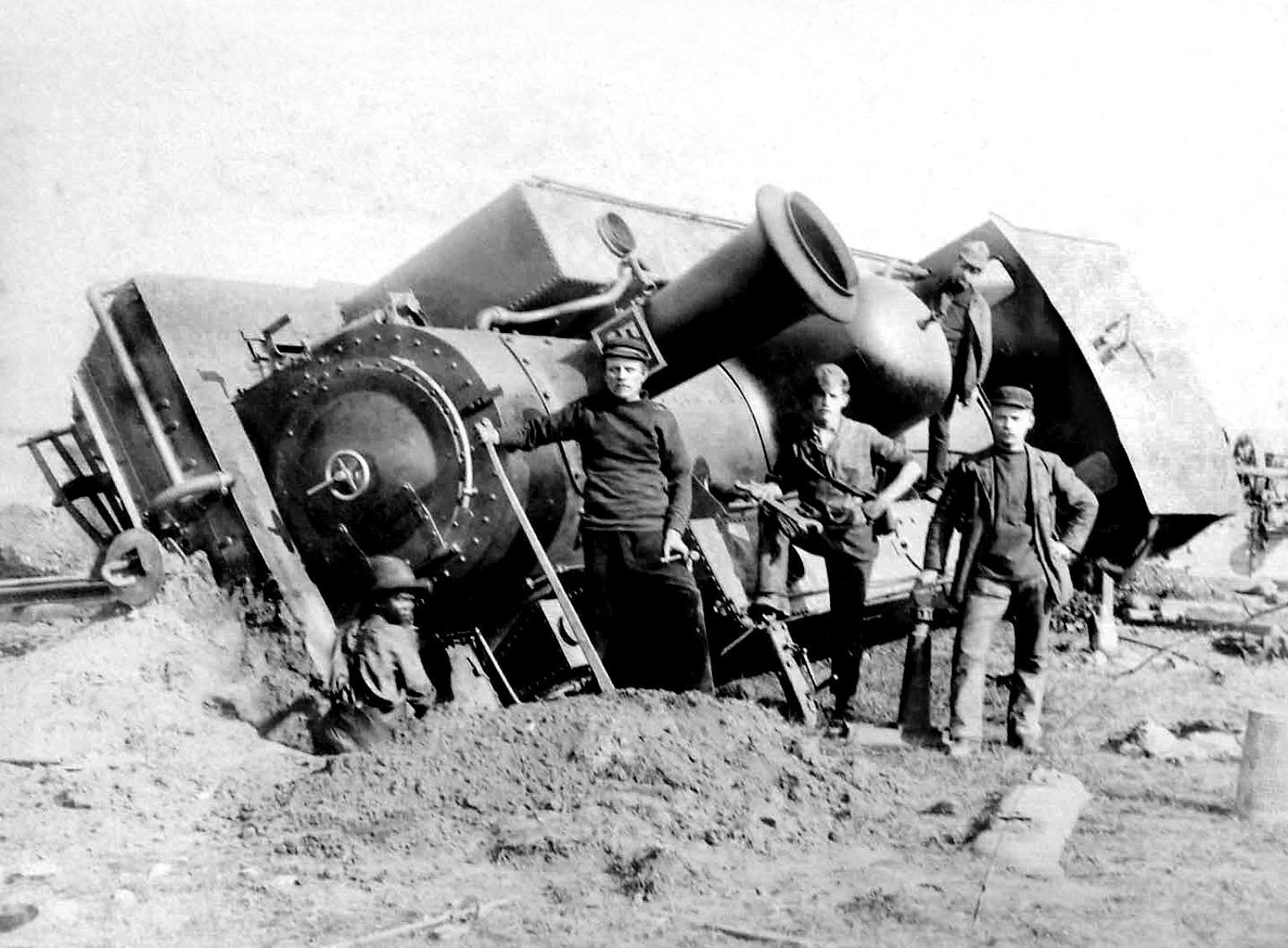
Bärgning av ett lok som skadades vid explosionen i Braamfontein.

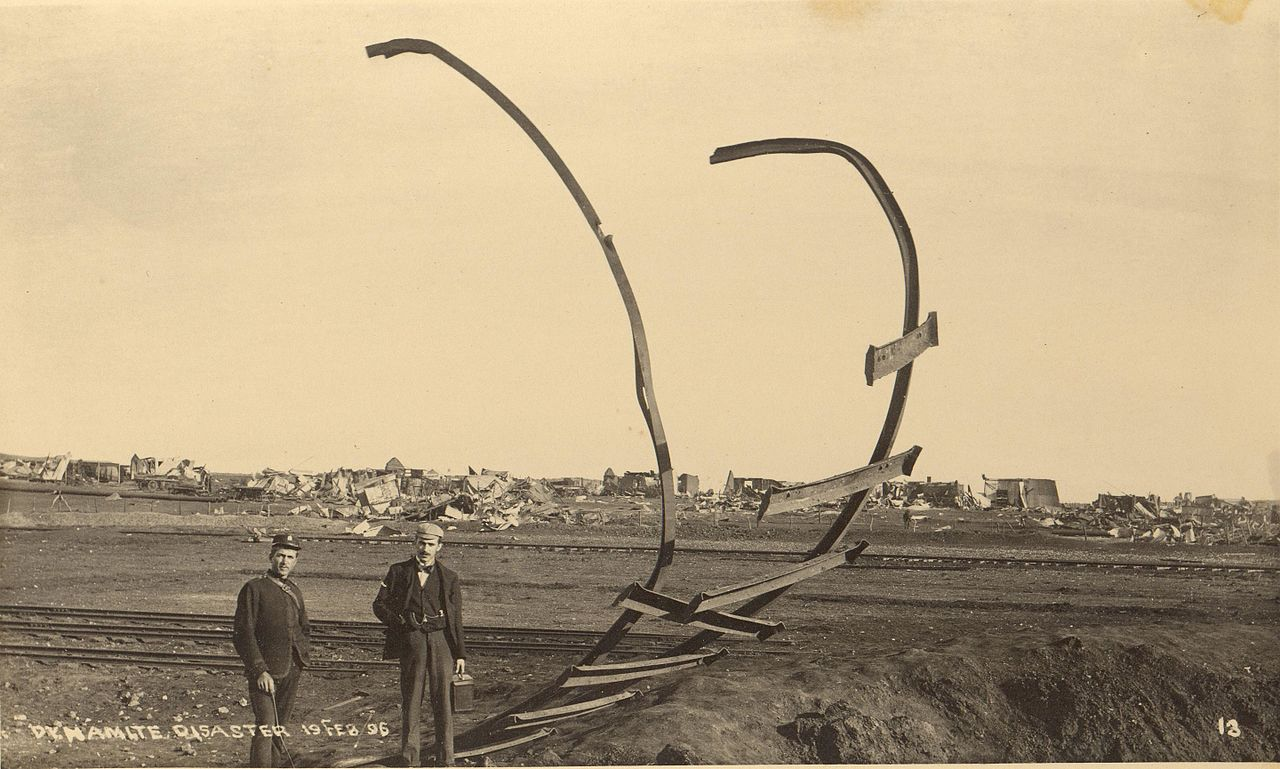
Järnvägsrälsen efter explosionen i Braamfontein.

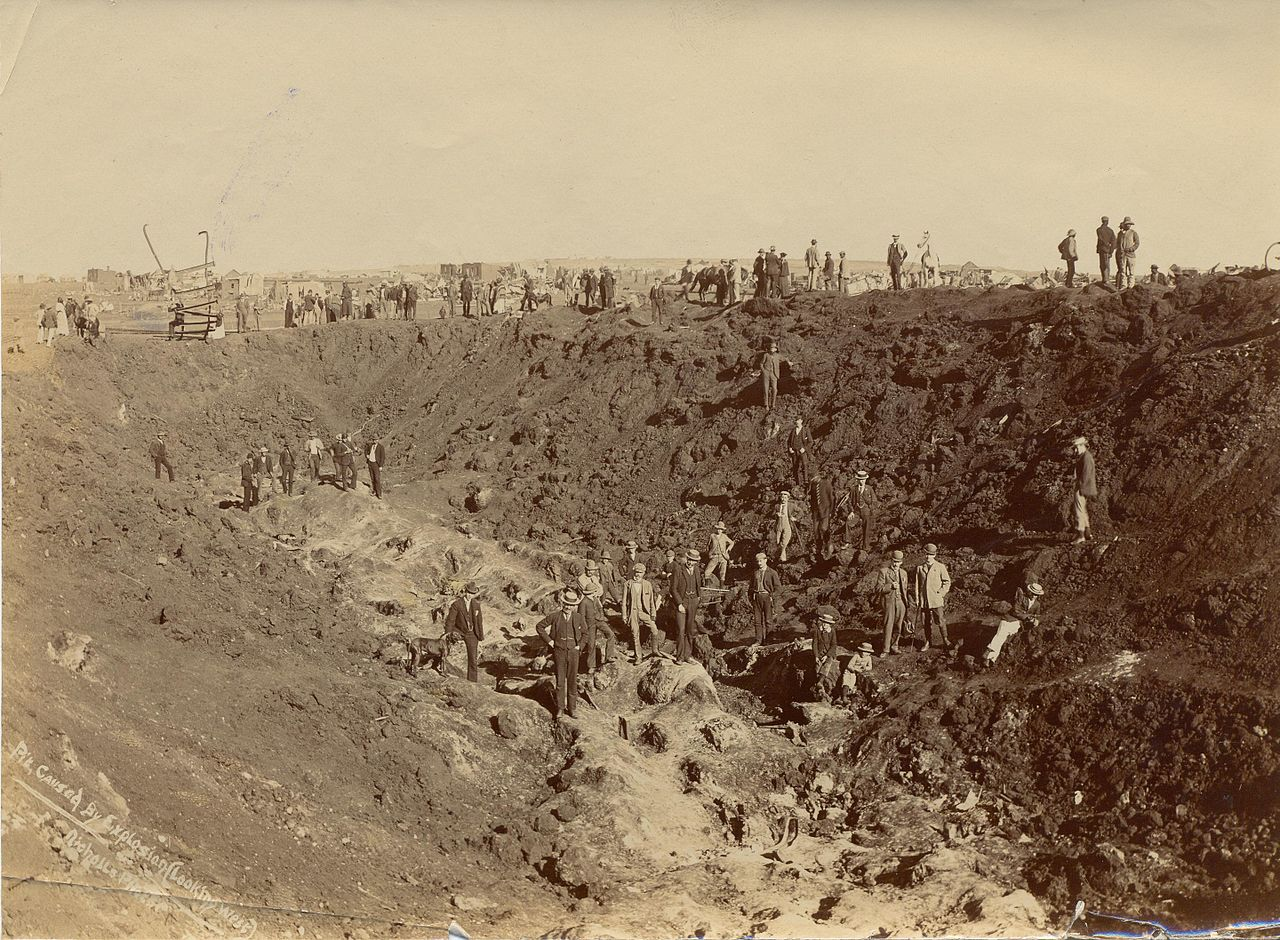
Kratern efter explosionen i Braamfontein.

Explosionen i Braamfontein var en olycka med sprängämnen i en förstad till Johannesburg i Sydafrika år 1896. Den dödade minst 75 och skadade mer än 200 personer och är en av de största explosionerna med konventionella sprängämnen.
Den 19 februari 1896 träffades ett godståg, lastat med omkring 60 ton spränggelatin, av ett tåg som rangerades på ett sidospår på stationen i Braamfontein. Lasten exploderade och skapade en 60 meter lång, 50 meter bred och 8 meter djup krater på bangården.
Sprängämnena var avsedda för  guldgruvorna i Witwatersrand och hade stått på ett stickspår i tre och ett halvt dygn i stekande sol.
Explosionen hördes 200 kilometer bort och utöver de döda och skadade förlorade omkring 3 000 sina bostäder och nästan alla rutor i Johannesburg krossades. Uppgifterna om antalet döda varerar mellan 75 och 130, huvudsakligen kvinnor och barn.